# Gouvernement Paasikivi II
République de Finlande
Urho Castrén I Paasikivi III
Le gouvernement Paasikivi II est le 29ème gouvernement de la République de Finlande, composé du SDP, du SKDL, de l'Union agraire, du Parti du progrès et du RKP. 
Le gouvernement a duré 152 jours du 17 novembre 1944 au 17 avril 1945.

## Composition
Le gouvernement est composé des ministres suivants:
| Ministère                                           | Ministre             | Période                 | Parti | Parti         |
| --------------------------------------------------- | -------------------- | ----------------------- | ----- | ------------- |
| Premier ministre                                    | Juho Kusti Paasikivi | 17.11.1944 – 17.4.1945  |       | Sans          |
| vice-premier ministre                               | Mauno Pekkala        | 24.11.1944 – 17.4.1945  |       | SDP           |
| Ministre des Affaires étrangères                    | Carl Enckell         | 17.11.1944 – 17.4.1945  |       | Sans          |
| Vice-ministre des Affaires étrangères               | Reinhold Svento      | 17.11.1944 – 17.4.1945  |       | SDP           |
| Ministre de la Justice                              | Urho Kekkonen        | 17.11.1944 – 17.4.1945  |       | Maalaisliitto |
| Ministre de l'Intérieur                             | Kaarlo Hillilä       | 17.11.1944 – 17.4.1945  |       | Maalaisliitto |
| Vice-ministre de l'Intérieur                        | Eemil Luukka         | 24.11.1944 – 17.4.1945  |       | Maalaisliitto |
| Ministre de la Défense                              | Rudolf Walden        | 17.11.1944 – 1.12.1944  |       | Sans          |
| Ministre de la Défense                              | Väinö Valve          | 1.12.1944 – 17.4.1945   |       | Sans          |
| Ministre des Finances                               | Johan Helo           | 17.11.1944 – 17.4.1945  |       | SDP           |
| Vice-ministre des Finances                          | Sakari Tuomioja      | 17.11.1944 – 17.4.1945  |       | Edistyspuolue |
| Ministre de l'Éducation                             | Uuno Takki           | 17.11.1944 – 17.4.1945  |       | Maalaisliitto |
| Ministre de l'Agriculture                           | Eemil Luukka         | 17.11.1944 – 17.4.1945  |       | Maalaisliitto |
| Ministre des transports et des travaux publics      | Eero Wuori           | 17.11.1944 – 17.4.1945  |       | SDP           |
| Vice-ministre des transports et des travaux publics | Onni Hiltunen        | 17.11.1944 – 17.4.1945  |       | SDP           |
| Ministre du commerce et de l'industrie              | Åke Gartz            | 17.11.1944 – 17.4.1945  |       | Sans          |
| Ministre des Affaires sociales                      | Ralf Törngren        | 17.11.1944 – 17.4.1945  |       | RKP           |
| Vice-ministre des Affaires sociales                 | Yrjö Leino           | 17.11.1944 – 17.4.1945  |       | SKDL          |
| Vice-ministre des Affaires sociales                 | Eero Wuori           | 27.4.1945 – 29.9.1945   |       | SDP           |
| Ministre du Bien-être public                        | Kalle Jutila         | 17.11.1944 – 17.4.1945  |       | Maalaisliitto |
| Vice-ministre du Bien-être public                   | Jalo Aura            | 17.11.1944 – 17.4.1945  |       | SDP           |
| Vice-ministre du Bien-être public                   | Eero Wuori           | 16.2.1945 – 17.4.1945   |       | SDP           |
| Ministre sans portefeuille                          | Mauno Pekkala        | 17.11.1944 – 24.11.1944 |       | SDP           |